# Милюково (усадьба)
Уса́дьба Милюково расположена на территории Новой Москвы, за МКАДом, в Троицком округе, по адресу: деревня Милюково в поселении Первомайское.
Объект культурного наследия федерального значения.

## История
Усадьба Милюково находится в Наро-Фоминском районе неподалеку от поселка Первомайский, на противоположном берегу речки Десны. За кирпичной стеной с гранёной башней расположилось подворье Новоспасской обители. Именно здесь находится бывшее владение стольника С. Я. Милюкова. Стольник — дворцовый, а затем и придворный чин в Русском государстве XII—XVII веков. В XVI—XVII веках стольники прислуживали во время торжественных трапез («столов») у великих князей и царей, служили у царей «в комнатах» и сопровождали их в поездках. Впоследствии хозяевами поместья становились Г. Н. Бельский, И. И. Щербатов, П. П. Шаховской и его потомки, купцы Ирошниковы, А. А. Кунин, Ляпины, Ижболдины.
Усадебный храм Михаила Архангела, построенный в 1706 году, в 1930-х годах был снесен, и на его месте возвели деревянную церковь простых архитектурных форм. Среди уцелевших построек сложно разобраться, какая из них являлась господским домом, а какая — флигелем, поскольку они очень сильно обезображены временем и многочисленными переделками. Здание, большее по объёму, сильно разрушено, но начинается его восстановление. Второе же отреставрировано и служит для монастырских нужд, хотя первоначальный облик ему придать не удалось.

## В литературе
Владимир Козлов в книге «Откуда есть, пошла земля Нарофоминская» пишет: 
«...Милюково является одним из древних населенных пунктов нашего района и впервые упомянуто в письменных источниках за 1627-1628 годы. В писцовых книгах говорится, что село «Старое Милюково и Архангельское тож на реке Пахре находятся за стольником С.Я. Милюковым как его старая вотчина... (1999 год, страницы 92-94)»